# Грушечка
Грушечка (пол. Gruszeczka, нім. Birnbäumel) — село в Польщі, у гміні Мілич Мілицького повіту Нижньосілезького воєводства.
Населення — 122 особи (2011).
У 1975-1998 роках село належало до Вроцлавського воєводства.

## Демографія
Демографічна структура станом на 31 березня 2011 року:
|          | Загалом | Допрацездатний вік | Працездатний вік | Постпрацездатний вік |
| -------- | ------- | ------------------ | ---------------- | -------------------- |
| Чоловіки | 64      | 8                  | 50               | 6                    |
| Жінки    | 58      | 9                  | 30               | 19                   |
| Разом    | 122     | 17                 | 80               | 25                   |